# Nahum Gutman

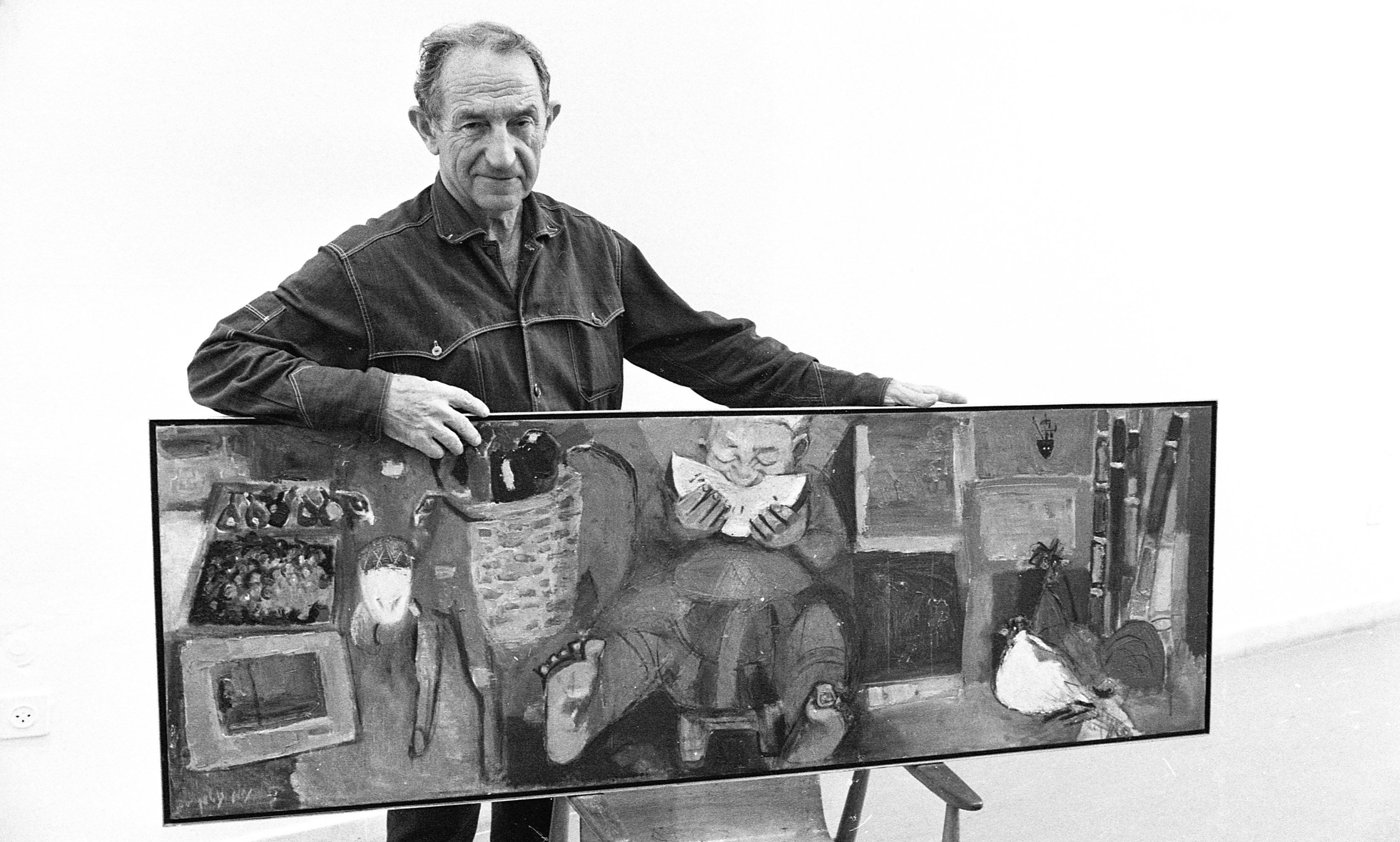
Gutman, 1969

Nahum Gutman (en hebreo: נחום גוטמן) (1898-1980) fue un importante pintor, escultor, escritor e ilustrador israelí. Nació en Besarabia, para entonces parte del imperio ruso, se trasladó junto a su familia a Odesa, y a la edad de 7 años inmigraron a Israel. Su niñez transcurrió en los tradicionales barrios telavívicos de Nevé Tzedek, del cual sus padres fueron fundadores, y Ajuzat Bait. Años más tarde, el mismo Gutman fue encomendado para diseñar el símbolo de la ciudad. 
Estudió en el Gimnasio Hertzlia con Ira Ian (seudónimo de Esther Yoslevich, primera pintora israelí) y posteriormente en la Academia Bezalel de Arte y Diseño con Abel Pan. Hacia 1918, en las postrimerías de la Primera Guerra Mundial, se voluntarió junto a un contingente de Betzalel para las Brigadas Judías. Entre 1920-1926 completó sus estudios de arte en Viena, Berlín y París.
Tras su regreso a Israel participó de exposiciones en la Torre de David y perteneció junto a Israel Pledi, Reuben Rubin y Tziona Tager al movimiento de artistas conocido como Artistas del Estado de Israel, cuyo objeto pictórico se constituyó en los paisajes y personajes de Israel, focalizándose en la figura del árabe-israelí como reflejo más fiel del habitante de Israel en la época bíblica. 
Gutman ilustró también los libros de Jaim Najman Biálik, y es considerado un pionero de los libros ilustrados para niños en Israel. A lo largo de los años, Gutman ilustró un impresionante total de 200 libros, incluyendo los de su autoría. 
Durante la Guerra de Independencia (1947-1949) acompañó a los combatientes como pintor del ejército, publicando sus anotaciones en un opúsculo titulado Jaiot Haneguev – “Las Vidas del Néguev” –.
En la década del 1950 gozó Gutman de fama internacional; sus pinturas fueron exhibidas en museos de renombre y representó a Israel en diversos certámenes. Asimismo se le adjudicaron varios premios, entre los que se encuentran el Christian Andersen en literatura infantojuvenil (conocido popularmente como el homólogo del Nobel en literatura para niños) y el Premio Israel en 1978.
Gutman murió en 1980 en la ciudad de Tel Aviv, ciudad donde, desde 1998, se encuentra el Museo de Arte Nahum Gutman.